# José Dirceu
José Dirceu de Oliveira e Silva GOMM (Passa Quatro, 16 de março de 1946) é um político e advogado brasileiro filiado ao Partido dos Trabalhadores (PT). Foi deputado estadual e federal pelo Estado de São Paulo e ministro-chefe da Casa Civil durante o primeiro Governo Lula.
Foi líder estudantil entre 1965 e 1968, ano em que foi preso em Ibiúna, no interior de São Paulo, durante uma tentativa de realização do XXX Congresso da União Nacional dos Estudantes (UNE), em operação chefiada pelo delegado do DOPS José Paulo Bonchristiano. Em setembro de 1969, com mais quatorze presos políticos, deportados do país, em troca da libertação do embaixador norte-americano Charles Burke Elbrick, foi deportado para o México. Posteriormente exilou-se em Cuba. Fez plásticas e mudou de nome para não ser reconhecido em suas tentativas de voltar ao Brasil após ser exilado, e voltou ao país em 1971, vivendo um período clandestinamente na cidade de São Paulo e em algumas cidades do Nordeste. No entanto, quando sentiu novamente sua segurança ameaçada, retornou a Cuba, regressando ao Brasil em 1975, para estabelecer-se clandestinamente em Cruzeiro do Oeste, no interior do Paraná.
Elegeu-se deputado estadual de São Paulo em 1986 e deputado federal em 1990, sendo novamente eleito para a câmara federal em 1998 e 2002. Em janeiro de 2003, após tomar posse na Câmara dos Deputados, licenciou-se para assumir o cargo de Ministro-Chefe da Casa Civil da Presidência da República, onde permaneceu até junho de 2005, quando deixou o Governo Federal, acusado, por Roberto Jefferson, de ser o mentor do escândalo do mensalão. Em dezembro do mesmo ano, teve o mandato de deputado federal cassado por quebra de decoro parlamentar. Em 2011, lançou o livro Tempos de Planície, reunindo artigos sobre temas políticos e econômicos publicados após seu afastamento do governo.
Em 2012 foi condenado pelo Supremo Tribunal Federal (STF), no âmbito do escândalo do mensalão, pelo crime de corrupção ativa, sendo preso em novembro de 2013 e, quase um ano depois, liberado para cumprir o restante de sua pena em casa. Em 3 de agosto de 2015, Dirceu voltou a ser preso, desta vez pela participação no esquema conhecido como Petrolão. Em 11 de abril de 2016, teve seu registro de advogado cancelado pela Primeira Câmara do Conselho Federal da Ordem dos Advogados do Brasil (OAB). Em 18 de maio, Dirceu foi condenado a 23 anos e três meses de prisão por crimes de corrupção passiva, recebimento de vantagem indevida e lavagem de dinheiro no esquema de corrupção descoberto na Petrobras pela Operação Lava Jato. Em março de 2017, voltou a ser condenado na Operação Lava Jato a 11 anos e três meses pelos crimes de corrupção passiva e lavagem de dinheiro. As penas somadas, no âmbito da Lava Jato, chegam a 31 anos.

## Infância
José Dirceu nasceu em Passa Quatro, sul de Minas Gerais, em dia 16 março de 1946, filho de Castorino de Oliveira e Silva e Olga Guedes. Dirceu tem três irmãos: Luiz Eduardo de Oliveira e Silva, Ana Maria de Oliveira e Silva e Neide de Oliveira e Silva. É pai de quatro filhos, Zeca Dirceu, Joana, Camila e Maria Antônia.
Fez no Grupo Escolar Presidente Roosevelt o curso primário e em seguida ingressou no Colégio São Miguel, onde estudaria por três anos. Em 1961 se muda para São Paulo, onde passa a conciliar o trabalho de office boy com os estudos no Colégio Paulistano. Em 1964 se prepara para o vestibular da PUC-SP no cursinho Di Tullio.

## Ativismo político

### Movimento estudantil e ação armada

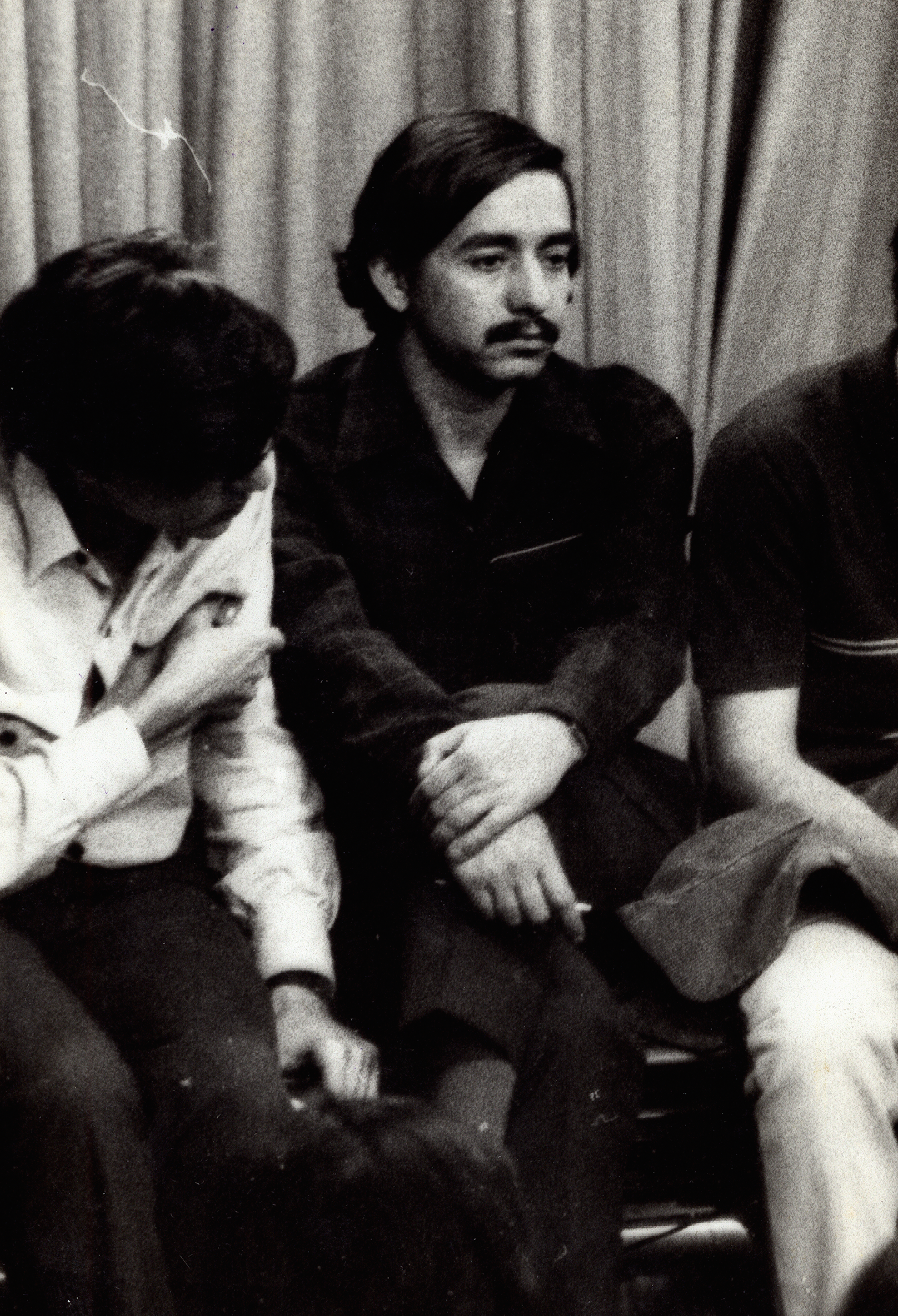
José Dirceu em 1968

José Dirceu iniciou sua militância política no movimento estudantil em 1965, ano em que iniciou seus estudos de Direito na Pontifícia Universidade Católica de São Paulo (PUC-SP), sendo vice-presidente do Diretório Central dos Estudantes (DCE) no período de 1965-66, um ano depois do início do Regime Militar.
Em 1966, rompeu com o Partido Comunista Brasileiro (PCB) e ajudou na formação paulista das chamadas "Dissidências", em São Paulo a sigla era "DI-SP" (esta organização acabou tendo enorme afinidade política com o grupo de Carlos Marighella, que mais tarde viria formar a Ação Libertadora Nacional). No entanto, Dirceu nunca fez parte dos quadros da ALN.
Em 1967, Dirceu era conhecido pelo codinome de "Daniel", presidiu a União Estadual dos Estudantes (UEE-SP), firmando-se como líder do movimento estudantil paulista contra o então vigente Regime Militar, da qual é hoje presidente de honra.

### 1968-71: Prisão e exílio

José Dirceu (o segundo em pé, da esquerda para a direita), junto com os demais prisioneiros políticos libertados em troca do embaixador norte-americano. Fotografia efetuada antes do embarque do grupo para o exílio.

No dia 12 de outubro de 1968, durante a tentativa de realização do 30º Congresso da União Nacional dos Estudantes (UNE) em Ibiúna José Dirceu e outros militantes foram presos, sendo levados ao Departamento de Ordem Política e Social (DOPS), no Centro de São Paulo. Ao longo do período que ficou preso José Dirceu passou pelo Forte de Itaipu, o 2º Batalhão de Comando de São Vicente e o 4º Regimento de Infantaria, em Quitaúna.
Em setembro de 1969, às vésperas do feriado nacional da Independência do Brasil, grupos guerrilheiros marxistas-leninistas conhecidos como MR-8, ALN e a Dissidência Universitária da Guanabara, sequestraram o embaixador dos Estados Unidos, Charles Burke Elbrick na cidade do Rio de Janeiro. Os sequestradores exigiram a libertação de uma lista de prisioneiros políticos, entre eles José Dirceu. O sequestro do embaixador é contado no livro "O Que É Isso, Companheiro?" de autoria de Fernando Gabeira, posteriormente transformado no filme homônimo de Bruno Barreto em 1997. Em 2007, o diretor Silvio-Da-Rin lançou o documentário "Hércules 56", no qual os protagonistas relatam em detalhes sobre o episódio do sequestro e da libertação dos 15 presos. O filme dá voz também a todos os que foram trocados pelo embaixador norte-americano e que ainda estão vivos.
A Junta Militar que à época governava o País concordou com a exigência da libertação dos quinze presos políticos em troca do embaixador. Dirceu e outros doze prisioneiros foram encaminhados ao aeroporto do Galeão. Gregório Bezerra preso em Recife e Mário Zanconato em Belém embarcaram das cidades onde estavam recolhidos. Eles foram para o México, a bordo do avião da FAB modelo C-130 Hércules, matricula 2456. A maioria dos prisioneiros optou, num primeiro momento, por se instalar em Cuba. As exceções foram o jornalista Flávio Tavares, que permaneceu no México, e Ricardo Vilas Boas, que seguiu para a França.

### 1971-79: Retorno ao Brasil e a vida na clandestinidade
Como Dirceu não integrava nenhuma organização, ao chegar a Cuba tornou-se mais fácil seu relacionamento com os cubanos, pois não era necessário contactar grupos no Brasil para saber como agir. Decidido a retornar ao Brasil, Dirceu passa por intenso treinamento militar em Cuba e junta-se ao Molipo, surgido de uma dissidência da ALN. Em 1971 retorna ao Brasil clandestinamente, passando a viver na cidade de São Paulo e cidades de Pernambuco, como forma de apoiar infiltrações da militância esquerdista em meios estudantis, combinando as ações armadas (como assaltos a bancos), praticada por grupos de esquerda contra os militares e o coronelismo.
Em 1972 retorna a Cuba para depois retornar ao Brasil em 1973, mas no mesmo ano teve novamente sua segurança ameaçada, devido a maior repressão aos grupos de esquerda que levou sua derrota Dirceu voltou novamente para Cuba, mas desta vez para alterar sua aparência através de uma cirurgia plástica e em seguida retornar ao Brasil, apesar dos apelos dos cubanos a não fazê-lo, devido maior repressão dos organismos de segurança do Governo do Brasil do que nos anos anteriores.
| “ | Tudo em mim era falso, desde o rosto até os documentos, mas nunca caí em fria. Fiz todo tipo de treinamento em Cuba e estudei muito sobre o Brasil, mas não admitia ser banido do meu País. [...] Fiz prótese no nariz, puxei o rosto e mudei os olhos, passei a usar óculos, deixei o bigode crescer e mudei o corte de cabelo. | ” |

Em 1975, retornou clandestinamente ao Brasil, com a identidade falsa de Carlos Henrique Gouveia de Mello em Cruzeiro do Oeste, no Paraná, omitindo sua militância política pregressa e sua verdadeira identidade, vivendo como empresário.
| “ | Voltei ao País em outro momento, em 1975, e fui parar em Cruzeiro do Oeste. Lá, tinha informações de que estava sendo espionado. | ” |

Com nome e identidade falsa, contando aos moradores a falsa história trágica de briga em família, onde conquistou amigos, entre eles, Wilson Bellini (que entendia de costura) para ser seu sócio em uma alfaiataria-boutique chamada Magazine do Homem.
Na época de sua chegada, detestava futebol e cerveja, que só resolveu gostar depois se tornar amigo que conhecera na cidade, José Pereira Neto, após o alertar:
| “ | Você é meio esquisito, aqui todo mundo joga cacheta, faz churrasco, gosta de futebol e de uma cervejinha. | ” |

Em um ano e meio, em 1976, abriu sua própria confecção para comercializar calças masculinas da marca Bang para outras regiões do País. O negócio rendeu mais dinheiro, chegando a ganhar mensalmente o equivalente a R$ 6 mil (valores de 1999), o que lhe garantia um bom padrão de vida em Cruzeiro do Oeste. Foi o responsável pela introdução de grifes dos jeans para adolescentes e jovens de 15 a 24 anos, que estouraram nos anos 70, como Ellus, Lee e Staroup no norte do Paraná.
Foi na época em que conhece Clara Becker (nascida em 1941), dona de três butiques na cidade, onde começaram namorar e posteriormente se casar em 1976 e ter o primeiro filho José Carlos em 1978. Como empresário Carlos Henrique, ele pôde viajar pelo Brasil: conheceu a região do cacau (no sul da Bahia) os vales do Aço (Minas Gerais) e do Itajaí (em Santa Catarina), inclusive regiões (da Amazônia e o Sertão), interior de São Paulo e as fronteiras com Argentina e Paraguai.
Na vida pessoal, continuando a omitir seu passado e a verdadeira identidade a esposa e seus familiares, incluindo os vizinhos, lia em jornais esportivos. Quando ficava reservadamente, acompanhava os acontecimentos políticos do país em jornais, rádios e TVs na cidade.
No entanto, após revelar sua verdadeira identidade, as viagens de José Dirceu em outros estados fez que muitos moradores de Cruzeiro do Oeste, políticos adversários, a imprensa e até quem viveu na clandestinidade, a desconfiar de sua atuação.

### 1979-80: Anistia e o Partido dos Trabalhadores
No dia 28 de agosto de 1979, justamente no mesmo dia do então Presidente da República, João Figueiredo, ter assinado a Lei da Anistia, resolveu confessar a mulher sobre a verdadeira identidade.
| “ | Foi um choque tremendo, eu disse para ele não aparecer mais na minha frente. Depois, voltei atrás por causa de meu filho. | ” |

Ao revelar verdadeira identidade para esposa e aos amigos, fez com que terminasse casamento (deixando o filho de um ano a esposa) e as atividades vestuárias em pouco tempo. Em seguida, retornou novamente para Cuba para desfazer a cirurgia plástica feita quatro anos atrás, para depois retornar legalmente. Beneficiado pela Lei da Anistia, retornou ao Brasil, desembarcando na cidade de São Paulo em dezembro 1979.
| “ | Tomei a decisão acertada de começar tudo de novo. | ” |

Após retornar ao país, resolveu recomeçar: participar das atividades políticas na esquerda brasileira, o que dariam origem o Partido dos Trabalhadores (PT) em 1980 (é um dos fundadores desse partido).
| “ | Assinei a ata de fundação com o sentimento de que acabava de readquirir meus direitos políticos e minha nacionalidade que a ditadura roubara. O PT entrou em minha vida para não mais sair. | ” |

Em 1980, já estava separado de Clara, e foi um dos fundadores do PT, do qual passa a ser um dos líderes e ocupa cargos como o de secretário de formação política e secretário-geral do diretório de São Paulo. No mesmo ano conheceu e casou-se com a psicóloga Ângela Saragosa.

### 1981-86: Atividades de advocacia e partidária
Na Assembleia Legislativa de São Paulo, José Dirceu foi auxiliar administrativo, como Assistente Jurídico, Auxiliar Parlamentar e Assessor Técnico, no período de 1981 a 1986, ganhando três salários mínimos mensais.
Em 1981, reiniciou seu curso de Direito na PUC-SP, concluindo em 1982.
No Partido dos Trabalhadores, foi Secretário de Formação Política (1981-83) e Secretário-Geral do Diretório Nacional do Partido (1987-93).
Participou ativamente do movimento pela anistia aos processados e condenados por atuação política e na coordenação da campanha pelas eleições diretas para Presidente da República, em 1984, quando representou o PT no “Comitê Intrapartidário Pró-Eleições Diretas para Presidente”, destacando-se como um dos principais coordenadores do movimento Diretas Já.

## Carreira política

### 1986-2002: Deputado estadual e federal
Em 1986, se candidatou para Deputado Estadual Constituinte em São Paulo pelo PT e foi eleito com 23.990 votos, sendo empossado em 1º de fevereiro de 1987.
No período como deputado estadual, notabilizou-se por exercer forte oposição ao governo Orestes Quércia (PMDB).
Em 1989, tendo importante participação na Constituinte Estadual, destacando-se na restauração das prerrogativas do Legislativo e nas áreas de Segurança Pública, Ciência e Tecnologia e no combate aos “trens da alegria”. No mesmo ano, foi um dos principais coordenadores da campanha presidencial de Luiz Inácio Lula da Silva e da Frente Brasil Popular.
Em 1990, se licenciou do mandato de Deputado Estadual para se candidatar para Deputado Federal por São Paulo e foi eleito com 35.329 votos, que posteriormente, renunciou ao mandato estadual, sendo empossado no federal em 1º de fevereiro de 1991.
No mesmo ano em que buscava mandato federal na vida pessoal, o casamento de 10 anos com Ângela Saragosa terminou. Em 1991, casou-se com a socióloga Maria Rita Garcia Andrade (nascida em 1949), (uma antiga companheira de militância desde tempos da juventude), tendo a filha Camila (nascida em 1990).
No período como deputado federal, notabilizou-se por exercer forte oposição aos governos Collor de Mello (PRN) e Itamar Franco (PMDB), por denunciar os escândalos de corrupção nesses governos.
Em 1991, apresentou projeto de mudança global da Lei Orgânica dos Partidos Políticos e do Código Eleitoral, principalmente no que diz respeito ao controle de gastos das campanhas eleitorais e financiamento de partidos políticos.
Em 1992, foi autor, juntamente com o então recém-empossado senador Eduardo Suplicy (PT-SP), o requerimento para a criação da Comissão Parlamentar de Inquérito (CPI) para investigar Esquema PC (em referência a Paulo César Siqueira Cavalcante Farias, o PC Farias), o esquema de corrupção de Paulo César Farias na arrecadação de fundos para a campanha do então referido presidente Fernando Collor de Mello, chamada de CPI do PC. Como representante do PT na CPI, foi figura fundamental para o levantamento das denúncias sobre o “esquema PC” e a apuração de irregularidades que levaram ao impeachment de Collor no final do mesmo ano.
Entre 1991 e 1995, foi membro das Comissões de Constituição e Justiça, Defesa Nacional, Reforma da Legislação Eleitoral e Partidária, Ciência, Tecnologia e Comunicações.
Paralelamente à sua ação de fiscalização e controle, no sentido de impedir a corrupção na administração pública, a atuação de José Dirceu abrangeu temas ligados à Defesa Nacional, Forças Armadas, Segurança Pública e Controle dos Órgãos de Informação. Também atuou como representante do PT na Comissão Especial da Reforma da Legislação Eleitoral e Partidária.
Participou com a apresentação de emendas no processo de discussão da Lei de Licitações Públicas e foi um dos responsáveis pela criação da Comissão Especial de Mortos e Desaparecidos, que vem cumprindo importante papel de denúncia e busca de canais de informação junto às autoridades sobre o paradeiro das vítimas do Regime Militar.
Também defendeu a polêmica mudança na legislação sobre concessões das emissoras de rádios e TVs, sobre o papel do Senado Federal e na proporcionalidade da representação política dos Estados na Câmara dos Deputados e propôs a criação de um órgão de controle externo do Poder Judiciário, de modo a garantir uma Justiça democrática e transparente.
Em 1994, licenciou-se do mandato federal e foi o candidato pelo PT ao governo do Estado de São Paulo, pela Frente Brasil Popular. mas ficou em terceiro lugar, obtido 2.085.190 votos (14,76%), atrás apenas de Mário Covas (PSDB) e Francisco Rossi (então no PDT) e encerrou seu mandato federal em 1995.
Após encerrar o mandato em 1995, passou a coordenar o Programa de Combate à Corrupção, proposto pelo Instituto da Cidadania, presidido por Lula. No mesmo ano, foi indicado por Lula para disputar o encontro nacional do partido e foi eleito para a presidência nacional do PT.
No mesmo ano em que passou a coordenar o Programa de Combate à Corrupção e de ser eleito a presidência nacional do Partido dos Trabalhadores, sua vida pessoal teve grande surpresa: descobriu que a ex-mulher Ângela Saragosa tivera filha com ele, Joana (nascida em 1990, na época com 5 anos de idade), na mesma época em que se separaram.
| “ | Não tenho nenhuma relação com a mãe dela, mas hoje [em 1999] temos uma vida de pai e filha e estamos sempre juntos. Mas sou um superpai, sou eu quem levo as crianças ao dentista e freqüenta todas as festas da escola. | ” |

José Dirceu se reelege três vezes como Presidente Nacional do PT: duas vezes (em 1997 e 1999) por via indireta e uma vez na histórica eleição direta promovida pelo PT entre os filiados (2001).
Em 1997 devido a algumas denúncias de corrupção em prefeituras comandadas pelo PT, defendeu o partido em um artigo publicado pela Folha de S.Paulo reafirmando o compromisso do partido com a ética e com os princípios democráticos.
Entre outras publicações enquanto era Presidente do PT, José Dirceu é autor, ao lado de Wladimir Palmeira, do livro Abaixo a Ditadura: O Movimento de 68 Contado Pelos Seus Líderes, lançado pela Editora Garamond em 1998.
Em 1998, candidatou-se à deputado federal por São Paulo, sendo eleito com 113.659 votos, sendo empossado em 1º de fevereiro de 1999.
No período como deputado federal, notabilizou-se por exercer forte oposição ao governo Fernando Henrique Cardoso (PSDB), por denunciar escândalos de corrupção e os processos de privatizações de estatais neste governo, inclusive ser uns dos atores do fracassado impeachment contra o então presidente em 1999.
Com importante atuação na área de fiscalização e controle, apresentou requerimento para CPI sobre a atuação do Banco Nacional de Desenvolvimento Econômico e Social (BNDES) no processo de privatização. Também nesta área foi muito importante a atuação de Dirceu em relação à privatização do Banco do Estado de São Paulo (Banespa), denunciando as irregularidades do processo.
Há dois projetos de lei de autoria de controle e fiscalização das urnas eletrônicas; o projeto de controle sobre aquisição de imóveis na Amazônia por estrangeiros; uma Proposta de Emenda à Constituição para que o Congresso se manifeste sobre acordos e tratados internacionais; Proposta de Emenda à Constituição dispondo sobre nepotismo no serviço público.
Participou na discussão da proposta de Reforma do Judiciário, na Comissão Especial que proferiu parecer sobre a Reforma da Segurança Pública e na Comissão da Reforma Política.
Figurou como uma das mais importantes lideranças do Congresso Nacional, por sua atuação na condução das negociações sobre os mais diversos assuntos, conforme apontam os relatórios do Departamento Intersindical de Assessoria Parlamentar (Diap) que destacam os parlamentares mais influentes do Congresso, apontados pelos próprios parlamentares, como uns dos políticos da oposição mais influente.
Em 1999, a então esposa Maria Rita, confessa à revista Isto É Gente: "Eu gostava de saber sobre os treinamentos em Cuba e ele me dizia que lá aprendeu até a cozinhar. Acredito nessas histórias por uma questão de boa convivência", brinca ela.
Em 2002, tornou-se integrante da coordenação das campanhas eleitorais de Lula à Presidência da República (antes foi em 1989, 1994 e 1998), a importante tarefa de ser o coordenador-geral da histórica campanha que elegeu Lula como Presidente. No mesmo ano, candidatou-se à reeleição para Deputado Federal por São Paulo, sendo eleito com a expressiva votação de 556.563 votos, sendo o segundo deputado mais votado do Brasil, perdendo apenas por Enéas Carneiro.
Após a eleição histórica do Lula no mesmo ano, durante a transição institucional de governo (outubro a dezembro), assumiu por delegação do então presidente eleito Lula, o cargo de coordenador político da equipe de transição, com a tarefa de coordenar as articulações com partidos políticos a fim de formar uma base de sustentação para o novo governo.
Em novembro de 2002, foi indicado para assumir como Ministro-Chefe da Casa Civil no governo do presidente Luiz Inácio Lula da Silva, sendo empossado em 1º de janeiro de 2003. Durante reunião do Diretório Nacional do PT, em 7 de dezembro de 2002, em São Paulo, José Dirceu licenciou-se da presidência do PT para participar do governo do presidente Lula, sendo substituído na presidência do PT pelo deputado federal José Genoino (SP), que tinha conseguido levar o PT pela primeira vez ao segundo turno na disputa ao Governo do Estado de São Paulo. No mesmo dia, licenciou-se do cargo de Deputado Federal eleito por São Paulo para assumir a Chefia da Casa Civil.

### 2003-2005: Ministro-Chefe da Casa Civil

#### 2003-04: Apogeu

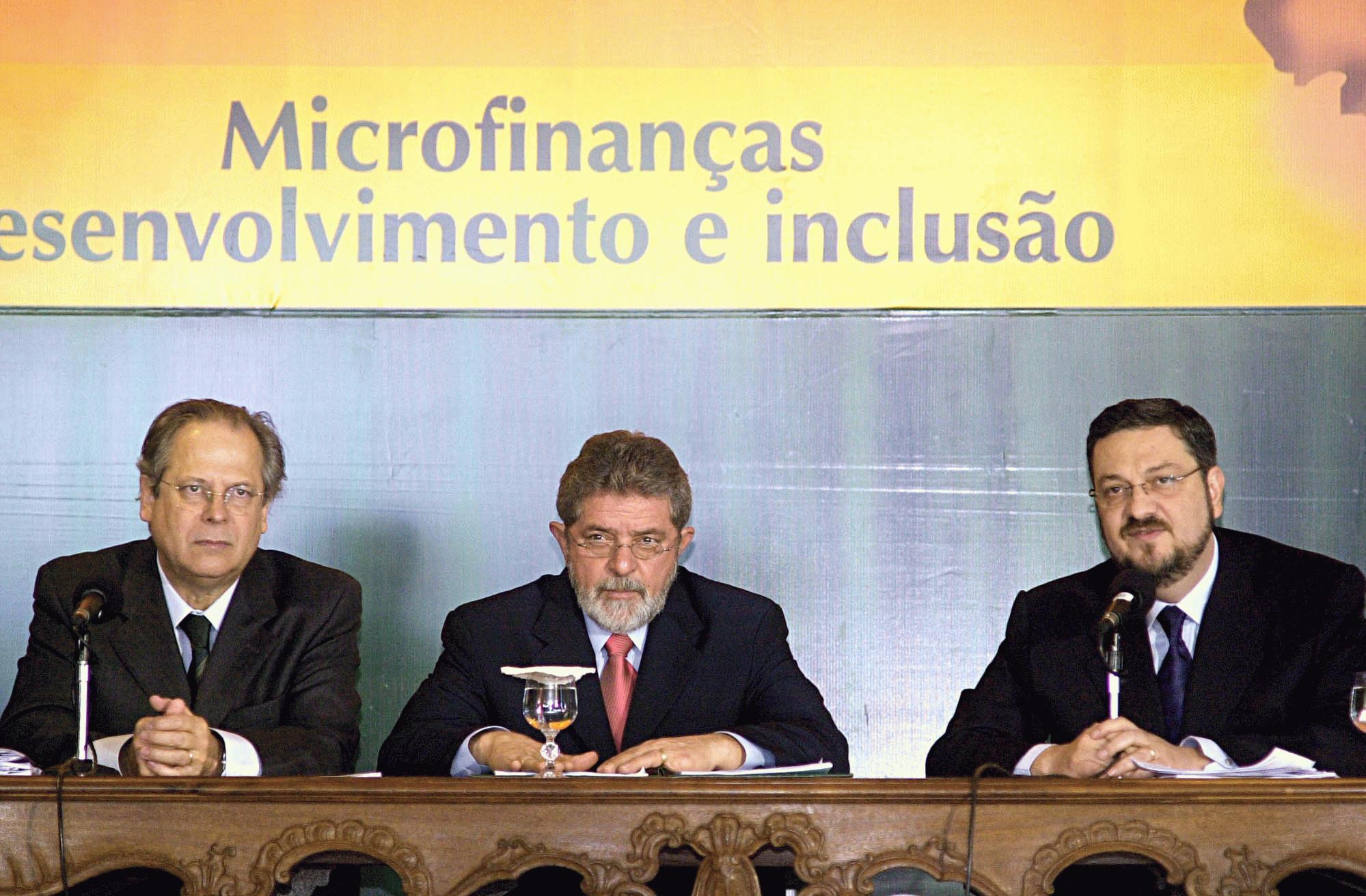
Dirseu, Lula e Palocci durante o lançamento do pacote de medidas de microcrédito em 2003

No dia 1º de janeiro de 2003, José Dirceu de Oliveira e Silva foi empossado pelo Presidente da República, Luiz Inácio Lula da Silva, Ministro de Estado Chefe da Casa Civil da Presidência da República, tendo como responsabilidades fundamentais da Pasta a articulação política do governo e a coordenação da ação governamental.
No governo Lula, ocupou o principal posto da coordenação política do governo, sendo nos meses seguintes tratado pela imprensa e por oposicionistas do então governo como o homem forte da administração federal, a quem caberiam efetivamente as decisões como um super-ministro ou primeiro-ministro, o que levou suspeitas de que seria de fato o sucessor natural de Lula na Presidência da República. Em março de 2003, Dirceu foi admitido pelo presidente Lula à Ordem do Mérito Militar no grau de Grande-Oficial especial.

#### 2004-05: Declínio
Em 13 de fevereiro, justamente no aniversário dos 24 anos do PT, a revista Época divulga trechos do vídeo, gravada em 2002, em que aparece o sub-chefe da Casa Civil e amigo pessoal (desde impeachment de Collor em 1992) Waldomiro Diniz, extorquindo Carlos Augusto de Almeida Ramos, mais conhecido como Carlinhos Cachoeira, para arrecadar fundos para a campanha eleitoral do Partido dos Trabalhadores e do Partido Socialista Brasileiro no Rio de Janeiro. Em troca, Diniz prometia ajudar Carlinhos Cachoeira numa concorrência pública carioca. No entanto, a ajuda de 2002 não ocorreu, razão na qual Cachoeira enviou a fita ao então senador Antero Paes de Barros, que por vez enviou ao Ministério Público de Brasília, na qual os repórteres da revista Época conseguiram a cópia e divulgando-a. A divulgação da reportagem-denúncia e o vídeo fez com que Waldomiro Diniz deixar o governo no mesmo dia e se transformar na primeira crise política de escândalo de corrupção no governo Lula, inclusive tendo repercussão internacional.
A crise se agrava em 20 de fevereiro, quando a mesma revista afirmara que Diniz mantinha reuniões com Cachoeira e integrantes da GTech para manter os bingos legalmente, o que levou Lula editar MP (Medida Provisória) proibindo os bingos em todo território nacional horas depois. A oposição e até aliados do então Governo tentaram criar CPI dos Bingos, mas, por pressão de Lula e de lideranças do PMDB, optou por não instaurá-la.
Apesar disso, era muito tarde, deixou o governo sob suspeita e o início do enfraquecimento de Dirceu até o surgimento do Escândalo do Mensalão em 2005. Segundo denúncias de imprensa na época, o então presidente Lula e seus aliados do PMDB barraram a criação da CPI para proteger José Dirceu para que o esquema do Mensalão e entre outros de 2003 a 2014 (até eclosão da Operação Lava Jato), não fossem interrompidos.
Em 25 de abril de 2004, em mensagem gravada e exibida durante a homologação do nome do deputado federal Jorge Bittar como candidato à prefeitura da cidade do Rio de Janeiro, na qual nega que haja corrupção no Governo Lula, porque o governo federal "acabou a corrupção no governo do Brasil":
| “             | Eu sei que todos que estão nesta convenção sabem que nós estamos mudando o Brasil. Primeiro porque acabou a corrupção no governo do Brasil. Depois de dezesseis meses de governo, não temos a notícia de um só ato de corrupção no governo. Mudamos o Brasil, porque garantimos as condições para a retomada do desenvolvimento. | ” |
| — José Dirceu | |   |

#### 2005: Queda e cassação
No final da tarde do dia 16 de junho de 2005, pede demissão do cargo de ministro (acusado de corrupção). Sua demissão ocorreu em meio à crise política que surgiu após denúncias de corrupção nos Correios e em outras empresas estatais, vindas à tona após acusações do deputado Roberto Jefferson. Dirceu saiu do governo federal por ser insustentável a sua permanência na Casa Civil, pressão esta exercida pelo escândalo em que estava envolvido.
Com sua demissão, voltou no dia seguinte a seu antigo cargo de deputado federal por São Paulo, onde estava licenciado, pelo Partido dos Trabalhadores, desde final de 2002.
Com seu afastamento do primeiro escalão, seu lugar no governo Lula foi ocupado por Dilma Rousseff, cuja filiação ao PT havia se dado no ano de 2001. À Rousseff também foi atribuída a continuidade dos projetos de governo do Partido, antes pertencente a Dirceu.
Em 1º de dezembro de 2005, Dirceu teve o seu mandato cassado por quebra de decoro parlamentar, o placar da votação foi 293 votos a favor da cassação e 192 contra.
O relator do processo de sua cassação no Conselho de Ética da Câmara dos Deputados foi Júlio Delgado.
Com isso, Dirceu ficou inelegível até 2015, mas só podendo se candidatar em 2016, quando teria 70 anos. José Dirceu se tornou primeiro político do PT a ter seu mandato cassado na história do partido político.

## De advogado e consultor à prisão
Após sua cassação, José Dirceu anunciou que iria se dedicar à advocacia e se defender das acusações imputadas. Entretanto, em 11 de abril de 2016, a Ordem dos Advogados do Brasil (OAB) cancelou o registro de advogado de José Dirceu, condenado no mensalão e investigado na Operação Lava Jato. A decisão cabe recurso ao Órgão Especial da Ordem. De acordo com a OAB, o cancelamento só se confirma depois que não houver mais possibilidade de apresentação de recursos. Dirceu teve quinze dias para apresentar recurso, até 26 de abril, mas perdeu o prazo por estar na prisão.

### Envolvimento em escândalos de corrupção
José Dirceu teve seu nome envolvido, em grandes escândalos de corrupção, tendo sido condenado em dois deles, por corrupção ativa, corrupção passiva e recebimento de vantagem indevida, e investigado por tráfico de influência.

### Denúncia pelo mensalão
No dia 30 de março de 2006, o então procurador-geral da República, Antonio Fernando de Souza, denunciou ao Supremo Tribunal Federal (STF) quarenta pessoas, entre políticos e empresários, participantes do esquema do mensalão.
O procurador indiciou por crimes graves, como corrupção ativa, formação de quadrilha, lavagem de dinheiro e peculato os ex-ministros José Dirceu, da Casa Civil, Anderson Adauto, dos Transportes e o ex-ministro Luiz Gushiken, da Comunicação Estratégica.
O então relator do caso no STF, ministro Joaquim Barbosa, nomeado por Lula, atribuiu a liderança no esquema do "mensalão" a Dirceu, José Genoino, Delúbio Soares e Sílvio Pereira.
À época da investigação, ficou famosa sua frase no Conselho de Ética, em 2005: "Estou cada vez mais convencido de minha inocência".

### Prisão e condenação por corrupção
Em 9 de outubro de 2012, foi condenado pelo Supremo Tribunal Federal por corrupção ativa no processo conhecido como Mensalão. Em 22 de outubro do mesmo ano , foi condenado por formação de quadrilha pelo STF, por 6 votos a 4. Entretanto, em 27 de fevereiro de 2014, pelos embargos infringentes, o STF reviu a decisão e absolveu-o, por 6 votos a 5, do crime de formação de quadrilha.
Em 1º de dezembro de 2012, foi envolvido em um escândalo de corrupção e de tráfico de influência devido a sua proximidade com Rosemary Noronha, pivô do escândalo.
No dia 15 de novembro de 2013, depois de o STF expedir mandado de prisão contra 12 réus do mensalão (ação penal 470), Dirceu se entregou à Polícia Federal, em São Paulo.

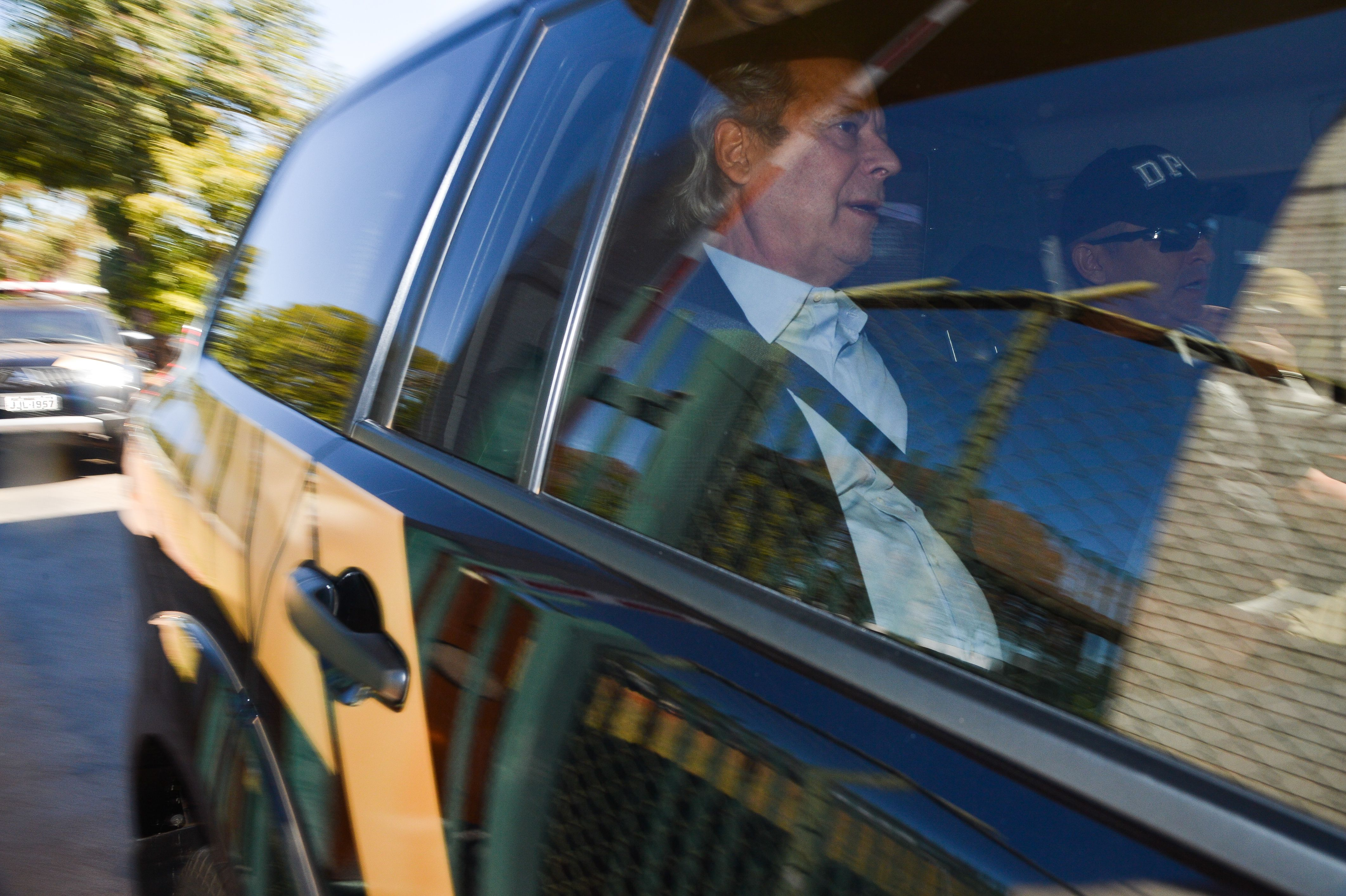
Dirceu sendo levado para Curitiba, após ser preso na 17º fase da operação Lava Jato.

Em 28 de outubro de 2014, dois dias após a reeleição da presidente Dilma Rousseff, foi liberado pelo ministro Luís Roberto Barroso, do STF, para cumprir o restante da pena de prisão em casa.
Em 3 de agosto de 2015, foi preso na 17ª fase da Operação Lava Jato, batizada de Operação Pixuleco, acusado de envolvimento no escândalo de corrupção na estatal Petrobras. Dirceu foi indiciado pela Polícia Federal por quatro crimes em 1º de setembro de 2015.
Em 1º de setembro de 2015, foi indiciado pela PF pelos crimes de formação de quadrilha, falsidade ideológica, corrupção passiva e lavagem de dinheiro. Em 7 de julho de 2016, foi indiciado pela terceira vez na Operação Lava Jato, desta vez por crimes de corrupção ativa, formação de quadrilha e lavagem de dinheiro.
No dia 18 de maio de 2016 Dirceu foi condenado pelo juiz federal Sergio Moro, a 23 anos e três meses de prisão pelos crimes de corrupção passiva, recebimento de vantagem indevida e lavagem de dinheiro na operação Lava Jato.
| “ | O mais perturbador, porém, em relação a José Dirceu de Oliveira e Silva consiste no fato de que recebeu propina inclusive enquanto estava sendo julgada pelo Plenário do Supremo Tribunal Federal a Ação Penal 470, havendo registro de recebimentos pelo menos até 13 de novembro de 2013, dois dias antes da prisão | ” |

Em 8 de março de 2017, foi condenado a 11 anos e três meses pelos crimes de corrupção passiva e lavagem de dinheiro. A soma das condenações no esquema de corrupção da Petrobras, investigados pela Operação Lava Jato chegam a 31 anos.
Em 2 de maio de 2017, a segunda turma do STF composta por Edson Fachin (relator), Celso de Mello, Gilmar Mendes, Dias Toffoli e Ricardo Lewandowski decidiu por 3 votos a 2 conceder liberdade ao José Dirceu, preso preventivamente e condenado a mais de 30 anos pelo juiz Sérgio Moro. Os argumentos usados para libertar Dirceu foram de que, por ele já ter sido condenado em dois processos, "seria improvável que ele conseguisse interferir nas investigações por meio, por exemplo, da ocultação de provas ou intimidação". Os ministros Edson Fachin e Celso de Mello que votaram para continuidade da prisão foram votos vencidos. Diante disto, no dia seguinte o juiz Sérgio Moro determinou que Dirceu deixasse a prisão com tornozeleira eletrônica sob as seguintes condições: proibido de se comunicar, por qualquer meio ou por interpostas pessoas, com os coacusados ou testemunhas de três ações penais da Lava Jato; comparecer a todos os atos do processo e atendimento às intimações, por telefone, salvo se dispensado pelo juízo; entregar em juízo seus passaportes brasileiros e estrangeiros.
Em 13 de setembro de 2017, o Tribunal Regional Federal da 4ª Região (TRF4) julgou o recurso de José Dirceu e decidiu por aumentar a pena imposta pelo juiz Sérgio Moro na primeira instância. O relator João Pedro Gebran Neto votou para ampliar a pena de Dirceu para 41 anos, quatro meses e 15 dias de prisão. O desembargador Leandro Paulsen, que completa a turma, condenou Dirceu a 27 anos em seu voto. Sérgio Moro havia aplicado anteriormente a pena de 20 anos e dez meses pelos crimes de corrupção passiva, lavagem de dinheiro e organização criminosa. A decisão foi adiada por um pedido de vista do desembargador Victor Luiz dos Santos Laus.
Em 19 de abril de 2018, o ministro do STF Dias Toffoli negou liminar em que defesa de Dirceu solicitava que ele não voltasse para a prisão mesmo após concluídos os recursos em segunda instância. O ministro afirmou que o o Supremo atualmente entende ser possível a execução provisória da pena após segunda instância.

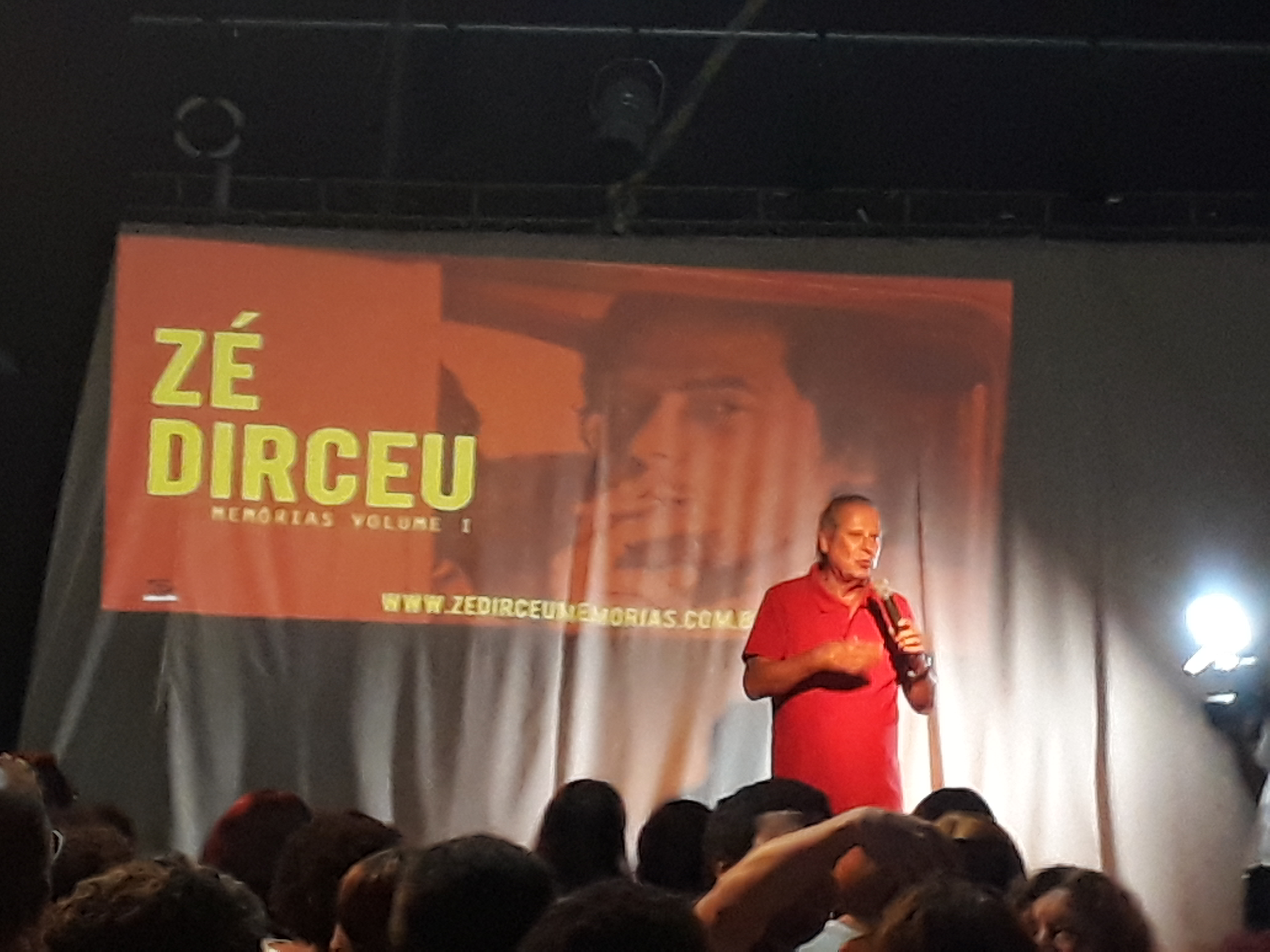
José Dirceu participa de lançamento de sua biografia, em evento realizado em Ilhéus, em janeiro de 2019.

No dia 17 de maio de 2018, o TRF4 julgou e negou por unanimidade o último recurso de Dirceu no tribunal, em Porto Alegre. Após este julgamento a Justiça Federal expediu o mandado de prisão contra Dirceu para que ele comece a cumprir pena a qual foi condenado na Operação Lava Jato. A ordem foi assinada pela juíza substituta da 13ª Vara Federal, Gabriela Hardt. No dia seguinte, Dirceu se entregou à justiça.
Na madrugada do dia 27 de junho de 2018, José Dirceu foi solto, em Brasília , após passar um mês preso no Complexo Penitenciário da Papuda. Condenado a 30 anos e 9 meses de prisão no âmbito da operação Lava Jato, ele foi solto após uma votação da Segunda Turma do Supremo Tribunal Federal (STF). A proposta de libertar José Dirceu partiu do ministro Dias Toffoli. Na votação, ele defendeu a libertação de forma liminar, porque considera que há "plausibilidade jurídica" em um recurso da defesa apresentado ao Superior Tribunal de Justiça contra a condenação pelo Tribunal Regional Federal da 4ª Região, de segunda instância. Toffoli considerou que a pena de Dirceu pode ser reduzida nas instâncias superiores – o STJ e o próprio STF – e, por isso, propôs a soltura. A decisão foi seguida pelos ministros Gilmar Mendes e Ricardo Lewandowski. Em 17 de Maio de 2019, Dirceu foi preso pela quarta vez, para cumprir pena na sua segunda condenação.
Dia 8 de novembro de 2019 deixou a prisão no Paraná por ordem da juíza Ana Carolina Bartolamei Ramos.
Em 28 de outubro de 2024, o ministro Gilmar Mendes, do STF (Supremo Tribunal Federal), anulou todas as condenações do ex-juiz e então senador Sergio Moro contra José Dirceu na Operação Lava Jato. Em sua decisão, Gilmar diz que um conjunto de indícios colhidos especialmente com as mensagens trocadas entre Moro e procuradores da Lava Jato mostra que a "mesma falta de isenção" em relação a Lula também impediu que Dirceu "tivesse direito a um julgamento justo e imparcial".

## Desempenho eleitoral
| Ano  | Eleição                | Partido | Cargo             | Votos     | %      | Resultado  | Ref    |
| ---- | ---------------------- | ------- | ----------------- | --------- | ------ | ---------- | ------ |
| 1986 | Estaduais em São Paulo | PT      | Deputado estadual | 23.990    | 0,16%  | Eleito     | [ 75 ] |
| 1990 | Estaduais em São Paulo | PT      | Deputado federal  | 35.329    | 0,21%  | Eleito     | [ 76 ] |
| 1994 | Estaduais em São Paulo | PT      | Governador        | 2.085.193 | 14,86% | Não eleito | [ 77 ] |
| 1998 | Estaduais em São Paulo | PT      | Deputado federal  | 113.659   | 0,73%  | Eleito     | [ 78 ] |
| 2002 | Estaduais em São Paulo | PT      | Deputado federal  | 556.768   | 2,83%  | Eleito     | [ 79 ] |